# Modalisme
El Modalisme (o també Sabel·lianisme) és una heretgia del cristianisme primitiu, una forma, potser la més perfeccionada, de l'Unitarisme monarquianista. El teòric més important va ser Sabel·li un heresiarca originari de Líbia que es va instal·lar a Roma a inicis del segle iii. Altres modalistes coneguts van ser Noet d'Esmirna i Pràxeas, el seu deixeble, que havia predicat també a Roma cap a l'any 190.
Segons el modalisme, el Pare, el Fill i l'Esperit Sant són diferents "modes" o aspectes del Ser Diví. Serien tres hipòstasis per referir-se a una mateixa persona. El modalisme diu que la Trinitat no són tres per ells mateixos, sinó només per a nosaltres.
Hipòlit de Roma va conèixer Sabel·li personalment i va combatre la seva doctrina al seu llibre Philosophoumena. Coneixia bé la doctrina modalista i explica que Sabel·li creia que la plenitud de la Divinitat residia en Crist, i que les paraules Pare i Fill eren només designacions diferents d'un únic Déu. Aquest Déu, que era l'origen de tot, era conegut com a Pare, però entre els homes se'l designava amb la paraula Fill. Aquesta explicació va portar a un altre grup a creure que si el Pare i el Fill eren la mateixa cosa, llavors el Pare va morir a la creu, ja que el Fill com a tal no existeix. Aquesta visió de Déu va rebre el nom de Patripasianisme.
Els modalistes explicaven que d'acord amb la Bíblia, els termes: Pare, Fill i Esperit Sant, no pretenen fer distincions de tres persones eternes dins de la naturalesa de Déu (com ho ensenya el trinitarisme), sinó que simplement es refereixen a maneres (o manifestacions) de Déu. En altres paraules, Déu és un ésser individual i únic, i els diversos termes utilitzats per descriure (com ara Pare, Fill, Esperit Sant, El Sant d'Israel, la Roca, l'Etern, el Totpoderós, el Salvador, etc.) són designacions aplicades a les diferents formes del seu accionar o a les diferents relacions que Ell té envers l'home.